# Golf aux Jeux méditerranéens de 2018
Navigation
Pescara 2009
Les épreuves de golf des Jeux méditerranéens de 2018 ont lieu à Tarragone, en Espagne, du 25 au 28 juin 2018.
Le golf revient au programme des Jeux méditerranéens après avoir été supprimé en 2013.
Quatre épreuves sont disputées.

## Podiums
| Épreuves    | Or                                                                        | Argent                                                | Bronze                                                |
| ----------- | ------------------------------------------------------------------------- | ----------------------------------------------------- | ----------------------------------------------------- |
| Hommes      |                                                                           |                                                       |                                                       |
| Individuel  | Mario Galiano Aguilar (ESP)                                               | Aron Zemmer (ITA)                                     | Zan Luka Stirn (SVN)                                  |
| Par équipes | Espagne Ivan Cantero Gutierrez Mario Galiano Aguilar Álvaro Velasco Roca  | Italie Jacopo Vecchi Fossa Aron Zemmer Phillip Geerts | France Nicolas Platret Marin d'Harcourt Paul Foulquie |
| Femmes      |                                                                           |                                                       |                                                       |
| Individuel  | Marta Sanz Barrio (ESP)                                                   | Angelica Moresco (ITA)                                | Ana Belac (SVN)                                       |
| Par équipes | Espagne Marta Sanz Barrio Patricia Sanz Barrio Natalia Escuriola Martinez | Italie Angelica Moresco Diana Luna Roberta Liti       | Slovénie Pia Babnik Ana Belac Vida Obersnel           |

## Tableau des médailles
*  Pays organisateur
| Rang  | Nation   | Or | Argent | Bronze | Total |
| ----- | -------- | -- | ------ | ------ | ----- |
| 1     | Espagne  | 4  | 0      | 0      | 4     |
| 2     | Italie   | 0  | 4      | 0      | 4     |
| 3     | Slovénie | 0  | 0      | 3      | 3     |
| 4     | France   | 0  | 0      | 1      | 1     |
| Total | Total    | 4  | 4      | 4      | 12    |